# 제1대 밀너 자작 알프레드 밀너
제1대 밀너 자작 알프레드 밀너(Alfred Milner, 1st Viscount Milner, KG GCB GCMG PC, 1854년 3월 23일~1925년 5월 13일)은 영국의 정치인, 식민지 행정가이다. 1890년대 중반부터 1920년대 초까지의 영국의 대외 및 국내 정책 수립에 기여한 밀너는 1916년 12월부터 1918년 11월까지의 기간 동안 데이비드 로이드 조지의 전시 내각에서 가장 중요한 구성원 중 한 명이었다.

## 같이 보기
- 런던 정치경제대학교